# Polybioides angustus
Polybioides angustus är en getingart som beskrevs av Vecht 1966. Polybioides angustus ingår i släktet Polybioides och familjen getingar. Inga underarter finns listade i Catalogue of Life.